# Shari Leibbrandt-Demmon
Shari Leibbrandt-Demmon (ur. 26 marca 1966 w Salmon Arm, Kanada), holenderska curlerka, od 2004 reprezentuje kraj na mistrzostwach Europy w curlingu. Z pochodzenia jest Kanadyjką, wyszła za mąż za Holendra.
Shari curling uprawia od 1978, w 1990 zajęła 2. miejsce w prowincjonalnych mistrzostwach Alberty. Obecnie zespół Leibbrandt-Demmon plasuje się na pograniczu grupy A i B mistrzostw Europy. Shari zadebiutowała jako skip na ME 2004, Holenderki awansowały wówczas z 2. miejsca grupy B do rozgrywek najlepszych drużyn.
W 2005 Holandia pod przywództwem Leibbrandt-Demmon z bilansem 3 wygranych i 6 porażek zajęła 7. miejsce. Był to drugi wynik w historii, w 1983 Laura Van Imhoff zajęła 5. miejsce, a w 1988 7. Taki wynik równał się z powrotem holenderskiej drużyny na mistrzostwa świata po 20-letniej przerwie.
Na Mistrzostwach Świata 2006 Holenderki przegrały jednak wszystkie 11 meczów. W kolejnych występach na arenie europejskiej drużyna Leibbrandt-Demmon na przemian spada i kwalifikuje się do fazy A.
Leibbrandt-Demmon wystąpiła także jako skip na Mistrzostwach Europy Mikstów, Holandia uplasowała się na 17. miejscu. Shari jest również trenerką reprezentacji kraju juniorów.

## Drużyna
|           | Czwarta                 | Trzecia              | Druga                | Otwierająca             |
| --------- | ----------------------- | -------------------- | -------------------- | ----------------------- |
| 2010/2011 | Esther Romijn           | Linde de Wit         | Marianne Neeleman    | Shari Leibbrandt-Demmon |
| 2009/2010 | Shari Leibbrandt-Demmon | Esther Romijn        | Marianne Neeleman    | Linde de Wit            |
| 2007/2009 | Shari Leibbrandt-Demmon | Margrietha Voskuilen | Esther Romijn        | Idske de Jong           |
| 2006/2007 | Shari Leibbrandt-Demmon | Margrietha Voskuilen | Idske de Jong        | Marlijn Muller          |
| 2005/2006 | Shari Leibbrandt-Demmon | Ellen van der Cammen | Margrietha Voskuilen | Erika Doornbos          |
| 2004/2005 | Shari Leibbrandt-Demmon | Ellen van der Cammen | Margrietha Voskuilen | Laura Uittenbogaard     |

Miksty
|      | Czwarty/-a | Trzeci/-a               | Drugi/-a       | Otwierający/-a        |
| ---- | ---------- | ----------------------- | -------------- | --------------------- |
| 2007 | Rob Vilain | Shari Leibbrandt-Demmon | Marlijn Muller | Laurens van der Windt |